# Khan-Tuvan
Khan-Tuvan Dyggvi était, selon l'historien Omeljan Pritsak, le nom d'un khagan Khazar du milieu des années 830.
Il a mené une rébellion des Kabars contre le Khagan Bek. Comme cette rébellion a eu lieu à peu près simultanément avec la conversion des Khazars au judaïsme, Pritsak et d'autres ont émis l'hypothèse que la rébellion avait un aspect religieux.
Omeljan Pritsak spécula qu'un khagan Khazar nommé Khan-Tuvan Dyggvi, exilé après avoir perdu une guerre civile, s’installa avec ses disciples dans la colonie scandinave-slave de Rostov. Marié dans la noblesse scandinave locale, il est le père de la dynastie des Khaganat de la Rus'. 
Zuckerman rejette la théorie de Pritsak trouvant que la spéculation est impossible, et aucune trace d'un khagan Khazar ne fut trouvé au sein des archives de Khaganat de la Rus' au moins dans les sources contemporaines,.
Néanmoins, le lien possible avec les Khazars au début des monarques Rus' est soutenu par l'utilisation d'un tamga stylisée de trident, et il a peut-être rejoint plus tard les dirigeants Rus' tels que Sviatoslav Ier de Kiev. 
Des tamgas similaires sont trouvés dans les ruines qui sont certifiées d'origine Khazar. 

## Sources
1. ↑  Livre par, Kevin Alan. Les juifs de khazarie. 2second ed. Rowman and Littlefield, 2006.(fr)
2. ↑  Duczko, Władysław. https://books.google.com/books?id=hEawXSP4AVwC&pg=PA132#v=onepage&q=&f=false Viking Rus: Studies on the Presence of Scandinavians in Eastern Europe. Brill, 2004.(en)
3. ↑  Franklin, Simon and Jonathan Shepard. The Emergence of Rus 750-1200. London: Longman, 1996.  (ISBN 0-582-49091-X).(en)
4. ↑  Pritsak, Omeljan. The Origin of Rus'. Cambridge Mass.: Harvard University Press, 1991.(en)
5. ↑  Pritsak, Omeljan. The Origins of the Old Rus' Weights and Monetary Systems. Cambridge, MA: Harvard Ukrainian Research Institute, 1998.(en)